# Битва на Кранджи
Битва под Кранджи (англ. Battle of Kranji) — одни из боёв между японскими и британскими войсками во время обороны Сингапура во время Второй мировой войны.
9 февраля 1942 года императорская армия Японии атаковала северо-западный фронт британской колонии в Сингапуре. Их главной целью было обеспечить второй плацдарм после их успешного захвата пляжа Саримбун 8 февраля, чтобы прорвать линию обороны Джуронг-Кранджи и продолжить рывок на юг до делового центра Сингапура. Берег между рекой Кранджи и плотиной Джохор-Сингапур защищала 27-я австралийская бригада во главе с Дунканом Максвеллом и одна рота нерегулярных войск. 10 февраля японские силы понесли наибольшие потери, двигаясь вверх по реке Кранджи, что привело к панике и почти сорвало операцию. Однако из-за недоразумений и отступления сил союзников в следующих сражениях, японцы смогли получить стратегические опорные точки, что в результате привело к падению Сингапура 15 февраля 1942 года.